# Viera Petríková
Viera Petríková (ur. 29 czerwca 1957 we Vranovie nad Topľou) – słowacka prawniczka i polityk, sędzia, od 2009 do 2010 wicepremier i minister sprawiedliwości.

## Życiorys
W 1980 ukończyła studia na Wydziale Prawa Uniwersytetu Pavla Jozefa Šafárika w Koszycach (UPJŠ), po czym pracowała w terenowych organach administracji państwowej w rodzinnym Vranovie nad Topľou. Od 1992 wykonywała zawód sędziego sądu powiatowego we Vranovie nad Topľou, będąc od 2007 jego przewodniczącą.
Od 27 czerwca 2007 zasiadała w Radzie Sądownictwa Republiki Słowackiej, a 13 listopada 2007 objęła w niej funkcję wiceprzewodniczącej. 3 lipca 2009 została wicepremierem i ministrem sprawiedliwości w rządzie Roberta Ficy (z rekomendacji Partii Ludowej – Ruchu na rzecz Demokratycznej Słowacji). Stanowiska te zajmowała do 8 lipca 2010. W tym samym roku otrzymała nominację na sędziego Sądu Najwyższego Republiki Słowackiej.